# A kulcs (film, 1983)
A kulcs (La chiave) 1983-ban bemutatott olasz erotikus filmdráma. Tinto Brass, olasz filmrendező legelismertebb alkotása Tanizaki Dzsunicsiró, japán író magyarul is megjelent, azonos című regényének szabad átdolgozása.

## A cselekmény
|  | Alább a cselekmény részletei következnek! |

Helyszín: Velence, a XX. század '40-es éveiben, a fasizmus idején. A még mindig vonzó szépasszony, Teresa és korosodó férje, Nino házassága az évek múlásával kihűlt. A férj elhatározza, hogy naplót fog vezetni, melybe leírja feleségével kapcsolatos titkos vágyait. Úgy intézi, hogy takarítás közben az asszony „véletlenül” megtalálja a naplót. Ez így is történik. Teresa elolvassa Nino írását, és úgy dönt, hogy felháborodás helyett ő is naplóírásba fog. Természetesen szerét ejti, hogy férje „titokban” el tudja olvasni az ő bejegyzéseit. Mindketten úgy tesznek, mintha fogalmuk se lenne arról, hogy a másik ismeri a legbensőbb titkaikat. Megpróbálnak viszont úgy viselkedni, ahogyan a naplóbejegyzések szerint párjuk szeretné. Ebben a furcsa színjátékban kiemelt szerep jut Laszlónak, lányuk vőlegényének. Egy idő után úgy tűnik, mintha Lisa, a házaspár lánya is a maga módján részt venne e képmutató erotikus játszadozásban…

## Irodalmi háttér
Tanizaki Dzsunicsiró (1886–1965) elvégezte a tokiói egyetemet, majd újságíróként kezdett dolgozni. Irodalmi munkásságát hátborzongató írásokkal kezdte. Leghíresebb munkája A kulcs. A regény 1956-ban jelent meg, és rögtön pornográfiával vádolták meg. Külföldön Szemérmetlen vallomások címmel adták ki, és néhány év alatt a XX. századi japán irodalom egyik legismertebb regényévé vált. A cselekmény abban az időszakban játszódik, amikor a szinte feudális jellegűnek mondható Japán a nyugati kultúra térhódítása nyomán látványos fejlődésnek indult, és a világ egyik vezető nagyhatalmává vált. Dzsunicsiró azt vizsgálja, hogy a hagyományos japán életforma és szokásrendszer rövid idő alatt lezajló drámai változásai miként jelennek meg az egyes emberek legbensőségesebb kapcsolataiban. A könyvet 1959-ben az elismert japán rendező, Icsikava Kon filmesítette meg először, de 1997-ben is készült belőle japán filmváltozat. Az európai közönség az olasz Tinto Brass verzióját ismeri a legjobban. Az alkotás egyik érdekessége, hogy a rendező a házaspár intim történetét a fasizmus idejére helyezte, abba a korba, amelyben az állami vezetés nem egyénekben, hanem tömegméretekben gondolkodott, és az egyéni szuverenitás helyett az uniformizálás került előtérbe. Ugyanakkor Brass e filmjével hangsúlyozni szerette volna a negyvenes éveikben járó asszonyok szexualitásának fontosságát és intenzitását. Teóriája szerint ezen korosztály hölgyei különösen intenzívek tudnak lenni az örömszerző szexben, hiszen egyrészt anyai kötelességeiket többnyire már teljesítették, a klimax közeledésének tudata viszont felkorbácsolja érzékeiket.

## Érdekességek

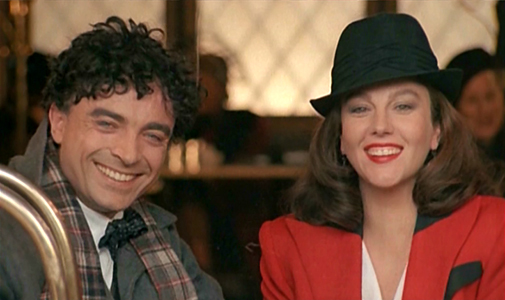
Laszlo és Teresa (Franco Branciaroli és Stefania Sandrelli)

- Brass már 18 évvel a forgatás előtt, az író halálának évében lekötötte a regény megfilmesítési jogait, és megírta az első forgatókönyv-tervezetet, de sokáig nem talált producert a megvalósításhoz.

- Ez az első Tinto Brass-film, melynek Giovanni Bertolucci (1945–2005) volt a producere.

- A film zenéjét Ennio Morricone komponálta. A kulcs főcímzenéjeként csendül fel először az a bolondos polka, amely a következő években Tinto Brass több alkotásának visszatérő zenei motívuma lett.

- Tinto Brass kezdettől fogva Frank Finlayt akarta a főszerepre, aki akkoriban Salierit játszotta az Amadeus című színdarab londoni előadásain. A forgatókönyv elolvasása után Finlay azonnal igent mondott a felkérésre.

- Stefania Sandrelli azért vállalta A kulcs főszerepét, mert ezzel lökést kívánt adni akkortájt megtorpant karrierjének. Állítása szerint egyébként is nagyon szeretett volna végre egy filmben meztelenül is szerepelni. Sandrelli úgy vélte, hogy Tinto Brass volt a legalkalmasabb rendező erre a filmre, és nagy élményként értékelte a vele való munkát. Évekkel később Tinto Brass egy interjúban filmjeinek női sztárjai közül Sandrellit nevezte meg kedvencének.

- A kulcs volt Franco Branciaroli első közös filmje a rendezővel.

- Barbara Cupisti talán az egyetlen csinos fiatal színésznő, aki fontos szerepet játszott egy erotikus Tinto Brass-filmben, de mégsem kellett benne levetkőznie.

- A forgatás 1983 márciusában kezdődött. A filmet ugyanazon év szeptemberében zajos visszhang mellett mutatták be a Velencei Filmfesztiválon.

- A cselekmény Velencében játszódik, de néhány belső jelenetet Londonban vettek fel. Brass szerint Velence a legerotikusabb olasz város.

- Bár a főszereplő egy olasz házaspár, a film vége felé a férj naplójában mégis angol nyelvű írás látható, a feleségében pedig olasz.

- Az olasz változatban Frank Finlay hangja Paolo Bonacelli volt

- Egy mellékszereplőt maga Brass szinkronizált, továbbá a gyóntatópap szöveg nélküli kicsiny szerepét is eljátszotta.

- A filmet az olasz cenzúra megrövidítette (állítólag bő 10 perccel), de bizonyos országokban még ezt a változatot is megvágták.

- A kulcs néhány jelenete látható a Snackbár Budapest (1988) és A kukkoló (L’uomo che guarda, 1994) című Tinto Brass-filmekben is.

## Főszereplők

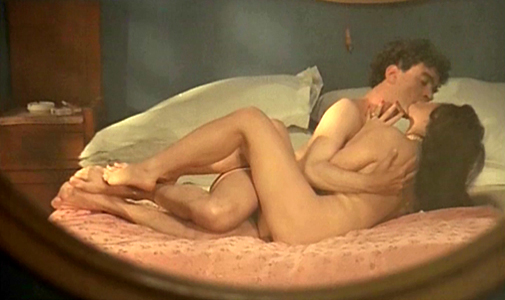
Teresa félrelép (Franco Branciaroli és Stefania Sandrelli)

- Stefania Sandrelli (Teresa Rolfe)
- Frank Finlay (Nino Rolfe)
- Franco Branciaroli (Laszlo Apony)
- Barbara Cupisti (Lisa Rolfe)
- Armando Marra
- Maria Grazia Bon
- Gino Cavalieri
- Piero Bortoluzzi
- Pietro Lorenzoni
- Milly Corrinaldi
- Eolo Capritti
- Irma Veithen
- Tinto Brass (gyóntatópap)